# Evridiki

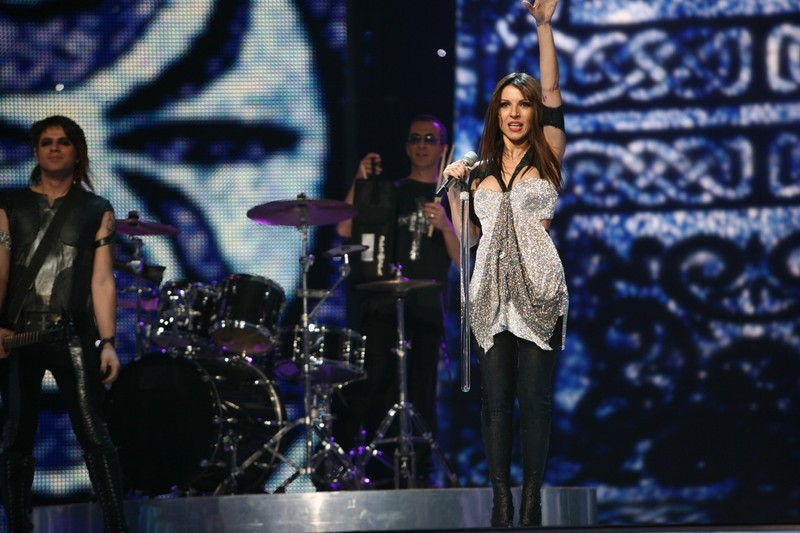
Evridiki na semifinal do Festival Eurovisão da Canção 2007.

Evridiki Theokléous, conhecida profissionalmente com Evridiki (alfabeto grego:Ευρυδίκη Θεοκλέους), é uma cantora, actriz e compositora cipriota-grega. Artista multi-galardoada com mais de vinte anos de actividade na indústria da música em Chipre e na Grécia, é considerada uma das cantoras mais versáteis e ubíquas da actualidade.

## Primeiros anos
Nascida a 25 de Fevereiro de 1968 em Limassol, Chipre, cresceu em Nicósia onde cedo demonstrou grande interesse pelas artes do espectáculo. Com 8 anos de idade aprendeu guitarra e mais tarde seguiria aulas de teoria da música, harmonia e piano no Conservatório Nacional de Chipre. Ainda na escola, participou em diversos eventos e viajou pela Europa com um grande grupo coral, formado inclusivamente com a participação de crianças das escolas primárias de Nicósia após a guerra de 1974, cantando músicas tradicionais e canções escritas sobre o seu país natal, a guerra e os refugiados do conflito. Na adolescência, participaria quer em festivais, quer noutros eventos extracurriculares ligados à música como numa emissão natalícia na televisão nacional cipriota, em 1981.
Em 1983, é seleccionada pela RIK (Cyprus Broadcasting Corporation) para participar no coro que representaria Chipre no Festival da Eurovisão com a canção de  Stavros Sideras e Constantina I Agapi Akoma Zei (O Amor Ainda Vive), juntamente com Elena Patroklou. Na mesma competição, volta a repetir a experiência nos coros nas participações nacionais de 1986 e 1987.
Em Setembro de 1987 partiu para Paris para estudar no Studio des Variétés, tornando-se a primeira estudante não-francófona a ser aceite naquela instituição. Seguiu aulas de voz, guitarra, teoria da música e harmonia bem como aulas de cinesiologia, expressão corporal e de presença de palco. Mais tarde, em Boston, é aceite no Berklee College of Music, onde completa os seus estudos de música (voz, teclados, treino acústico, história da música, história do jazz, harmonia do jazz, polifonia e orquestração).

## 1989-1994: Ascensão
No Verão de 1989, em férias em Atenas, conhece o então presidente da EMI, Philippos Papatheodorou, que a convida a assinar contrato com a editora. Juntamente com o noivo, Giorgos Theofanous, muda-se para a capital grega e inicia uma série de colaborações com outros cantores em diversas salas de música. O seu primeiro álbum, Gia Proti Forá (Pela Primeira Vez), surge em 1991 e contém canções do já reputado compositor Alexis Papadimitriou, de Giorgos Theofanous e Leonidas Malena.
Em 1992, é premiada nos Popcorn Music Awards como Melhor Intérprete Feminina Revelação. Poucos meses depois, edita o seu segundo disco intitulado Poso Ligo Me Xereis (Quão Pouco Me Conheces), composto exclusivamente por Theofanous. Em 1993, o single homónimo granjeia-lhe o prémio de melhor interpretação. No Verão de 1994, é publicado o seu terceiro álbum, Enas Ziliaris Ouranós (Um Céu Ciumento) (teledisco)

## 1994-2000
O próximo trabalho Fthinóporo Gynaikas (Outono de Uma Mulher) (teledisco) é gravado em Atenas, as misturas são feitas em Londres e é lançado na Primavera de 1995. O álbum é galardoado com o prémio de Melhor Capa e Trigonis Kostas distinguido como Melhor Letrista pela música Fovamai (Tenho Medo) nos Popocorn Music Awards. Seguidamente, realiza a turné Ó,ti M’Angizei (Tudo Aquilo Que Me Toca) na Grécia e em Chipre e um grande concerto no Monte Licabeto, em Atenas.
Em 1996, lançou seu quinto álbum intitulado I Epómeni Mera (O Dia Seguinte), cujo single "Autó to Filí (Esse Beijo)" é exibido na MTV.
Em 1997, após o período de maternidade, lançou Pes Mou Autó (Diz-me Isto), que inclui um dueto com Antonis Vardis. Este trabalho, excepção feita a uma canção de embalar escrita para o seu filho, conta sobretudo com músicas de pendor laiko, que surpreendeu muitos dado a linha pop e rock que tinha seguido até então, o que lhe permitiu alargar o seu repertório.
No ano seguinte de 1998, edita Dóse Mou Ta Mátia (Dá-me os Olhos) com uma sonoridade pop-étnica, que lhe valeu o seu primeiro disco de ouro na Grécia, uma vez que na sua terra natal de Chipre, a maioria dos seus discos atingiram o ouro ou a platina. Para além da canção que dá título ao disco, circularam igualmente os singles Simadi Ston Laimó (Sinal no Pescoço) (teledisco), Lepides (Lâminas) (teledisco) e o dueto com o cantor Valantis Kai Den Teleiónoume Poté (E Nunca Acabamos) (teledisco), que foi premiado nos Popcorn Music Awards como Melhor Dueto
Em 1999, o álbum To Kumpí (O Botão), distingue-se por intensas baladas introespectivas elaboradas por Theofánous, retomando o som pop, das quais são representantes os singles Autá Pou Kryvo Mesa Mou (Aquilo que Escondo Dentro de Mim) e To Trito Syrtari (A Terceira Gaveta).
O álbum Óla Diká Sou (Tudo Teu) circula em 2000. Dele, distinguem-se baladas como Árista (Excelente), sons rock como Vivlikí Katastrofí (Catástrofe Bíblica) e o dueto laiko Mesoféggara (Meias-Luas) com a participação de Stélios Tinos. O disco é também sua a última colaboração com Giorgos Theofánous, que tinha sido o principal compositor dos seus trabalhos.

## 2001-presente
Após a promoção de Óla Diká Sou, Evridiki concentra-se na representação. Participa no musical O Rei e Eu, de Mimi Denisi, interpretando o papel do Taptim, que lhe granjeou a admiração por parte da crítica e o aplauso do público. Ao mesmo tempo procura novos caminhos na música e prepara novo material escrito para ela, por George Dimitriadis, Giorgos Aloupogiannis, Dimitris Karras (dos Puzzle) e Dimitris Korgialás - todos representantes da cena pop-rock alternativa.
Uma série de concertos na House of Art de Atenas iniciam-se em Fevereiro de 2002 e resultam no álbum ao vivo Live ki Alliós (Ao Vivo e De Outra Forma), que paralelamente ao seu repertório até aí, inclui também covers de músicas conhecidas como U Oughta Know, Nobody's Wife ou Pretty Good Year.
Em 2003, depois de mais de dois anos de trabalho, ressurge no mercado com o álbum Óso Fevgo Gyrizo (Por Mais Que Me Vá Embora, Volto), que marca um ponto de viragem na carreira da cantora. O álbum, composto maioritariamente por Dimitris Korgialás, que doravante se tornará uma figura omnipresente no seu trabalho, conta igualmente com duas faixas escritas pela cantora e uma sonoridade direccionada para a pop electrónica. Os singles Piáse Me (Apanha-me) e Ós To Télos Tou Kósmou (Até Ao Fim Do Mundo) são os primeiros a circular nas rádios.
Após o lançamento, estabelece uma colaboração com Vassilis Papakonstantinou, realizando juntos uma série de concertos coroados de êxito no Mylo clube de Salónica. Em finais de 2004, a Minos-Emi edita uma antologia da cantora com 21 canções e 20 telediscos de 1991 a 2002 num DVD.
Em meados de Fevereiro de 2005, surge mais um álbum de originais, Sto Ídio Vagóni (Na Mesma Carruagem), com música de Dimitris Korgialás e letras de Lílian Dimitrakopoúlou. O trabalho, muito aplaudido pela crítica, conta com baladas poderosas de versos intensos (versos em português), entre as quais o single homónimo (teledisco), Zoí Na Bó (Uma Vida Para Entrar) (teledisco), um cover da famosa música laiki cipriota Tessera Tzie Tessera (Quatro e Quatro) cantada no dialecto local e um pop electrónico Thelo Toso Na Se Dó (Quero Tanto Ver-Te).
No Inverno realiza uma série de concertos em Salónica com Stelios Rokkos, Giannis Vardis e Eleni Peta. Na Primavera seguinte, realiza ainda mais concertos no Sfentóna de Atenas.
Em Março de 2007, editou o seu décimo terceiro álbum justamente intitulado 13 com músicas de Dimitris Korgialás e letras de Thanos Papanikolaou, Nikos Moraitis, Lilian Dimitrakopoulos, Giannis Mannou e Poseídon Yannopoulos e sete músicas dela.
Em Fevereiro de 2008, volta de novo a Salónica para espectáculo com Diógenes Daskalou na Apothíki tou Mylou, com o título ‘’Black Comedy’’, secundada por Korgialás e os Monie & Monnie Coniente.
A 12 de Outubro de 2009, lançou um álbum conjunto com Korgialás: Étsi Eínai I Agápi (Assim é o amor). As canções com música de Korgialás e suas próprias letras de Vicky Gerothodorou. Ao primeiro single Ase Me Na Kano Lathi (Deixa-me Errar) seguiram-se Den Ksero An Yparxei (Não Sei Se Existe) e Óso Ypárxei o Kósmos Autós (Enquanto Existir Este Mundo).

## Eurovisão
Participou por três vezes no Festival Eurovisão da Canção, em representação da televisão cipriota: no Festival Eurovisão da Canção 1992 Tairiazoume (Interpretação ao vivo na Eurovisão), no  Festival Eurovisão da Canção 1994  com a canção  Ime Anthropos Ki Ego, ambas com música e letra (versos em português) de Theofanous que também dirigiu a orquestra, e no Festival Eurovisão da Canção 2007 (onde com a canção Comme ci, comme ça, não conseguiu chegar à final). As suas várias participações  estiveram cheias de expressividade, ajudada pelos seus estudos anteriores e pela sua experiência como corista no dito festival.

## Vida pessoal
Evridiki foi casada com o compositor e produtor cipriota Giorgos Thefanous de 1993 a 2001. Têm juntos um filho, Ángelos, nascido em Novembro de 1996. As relações entre os dois antigos cônjuges são assumidamente boas e Theofanous tem reiterado a opinião de que Evridiki foi e é ainda a sua musa.
Em Setembro de 2009, a cantora contraiu matrimónio com Dimitris Korgialás, com quem tem colaborado profissionalmente desde 2003, em cerimónia civil em Atenas da qual a imprensa foi excluída e à qual assistiram convidados seleccionados entre os quais Vicky Gerothodorou, Theofanous e a sua mulher, Villy.

## Discografia
- 1991 - Gia proti fora
- 1992 - Poso ligo me ksereis
- 1993 - Misise me
- 1994 - Fthinoporo gynaikas
- 1995 - I epomeni mera
- 1997 - Pes to mou afto
- 1998 - Dese mou ta matia
- 1999 - To koumbi
- 2000 - Ola dika sou
- 2002 - Live ki allios
- 2003 - Oso fevgo gyrizo
- 2004 - Best of
- 2005 - Sto idio vagoni
- 2007 - 13
- 2009 - Etsi Eínai I Agapi